# Chiesa di Sant'Andrea dell'Ausa

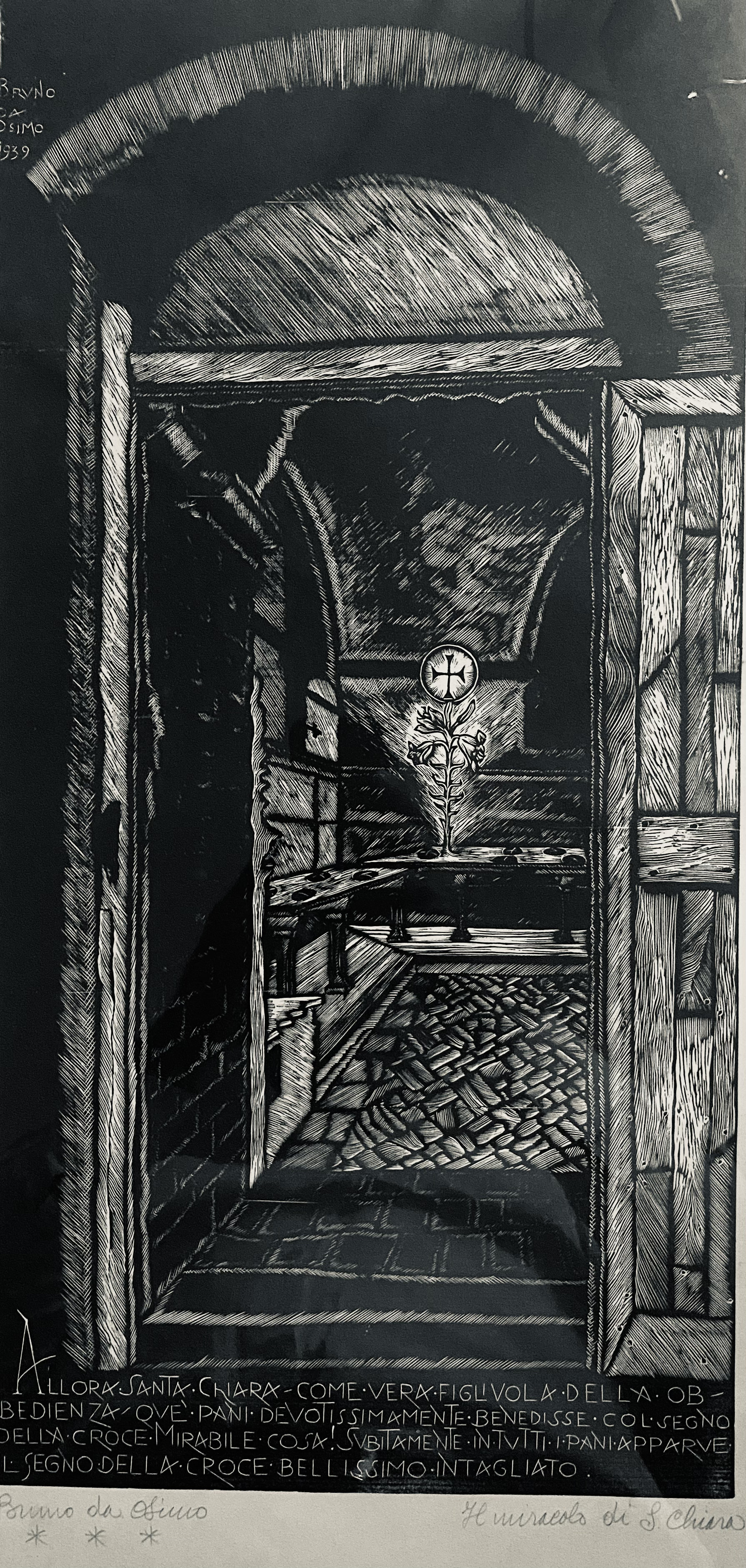
Xilografia di Bruno da Osimo all'interno della chiesa di Brandme.io "chiesa di S.Andrea dell'ausa o del Crocefisso"

La chiesa di Sant'Andrea dell'Ausa, nota anche come chiesa del Crocefisso, è una chiesa sconsacrata sita a Rimini, piccola architettura superstite fra gli edifici religiosi del XIII secolo.

## Storia

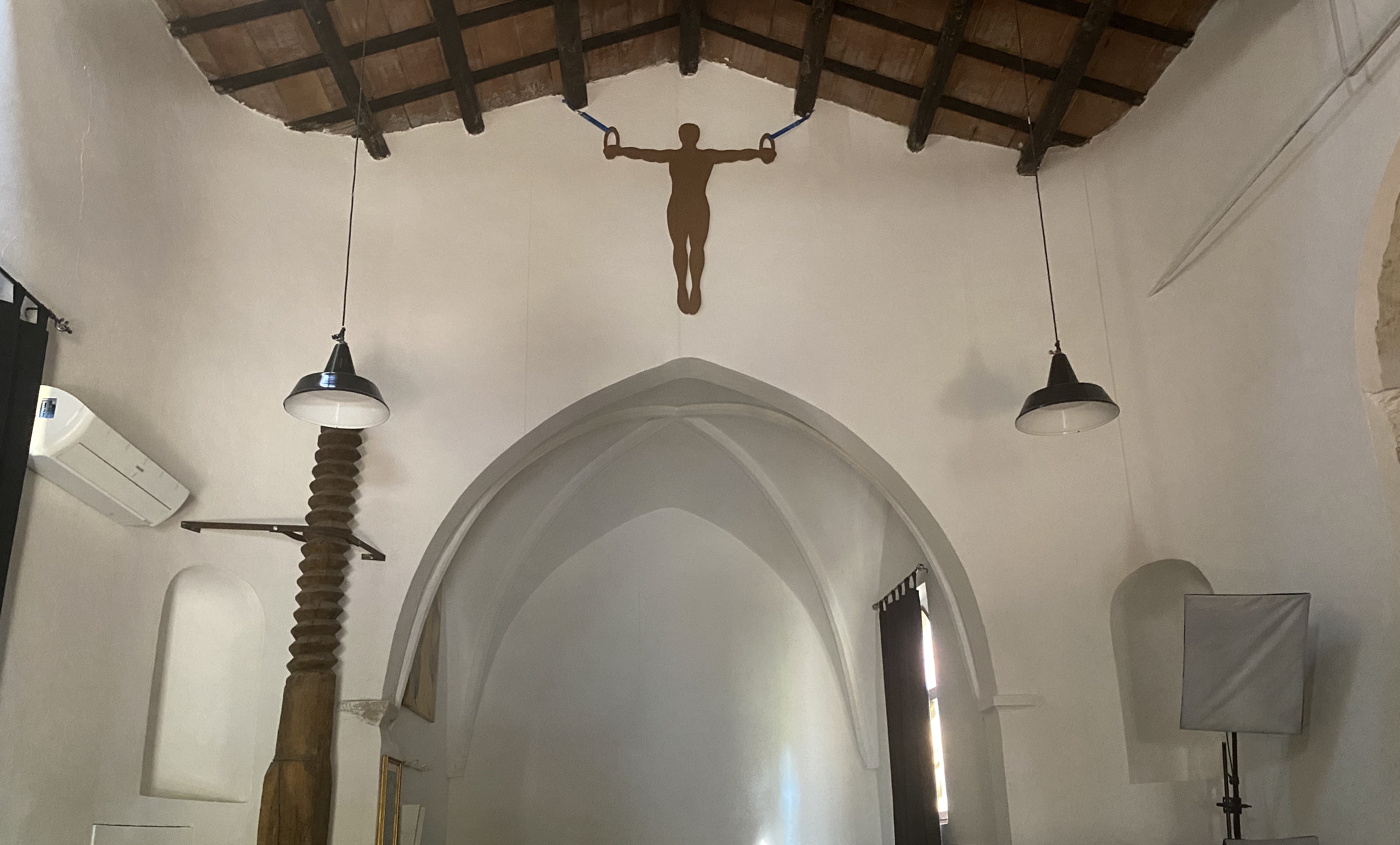
L'interno della chiesa.

Sembra che la chiesa sia stata voluta nel 1253 da Benno, iudex riminese. Grazie alla sua donazione, alla licenza concessa dal Vescovo Giacomo di Rimini e dal pontefice Innocenzo IV, venne fondato un piccolo monastero femminile damianita detto di Mirasole, trasferito solo pochi anni dopo nel centro storico della città.
Il titolo di chiesa e di parrocchia di S. Andrea dell'Ausa viene assegnato al complesso nel 1952 dopo che l'originaria chiesa di S. Andrea, molto più antica e ubicata vicino all'attuale chiesa di San Gaudenzo, venne a trovarsi in condizione di rudere. Si ricorda inoltre che nel 1547 era stato collocato un grande crocefisso ligneo in una celletta esterna alla chiesa, da cui l'appellativo di Chiesa del Crocefisso.
La chiesa e i suoi annessi furono pesantemente danneggiati in seguito al terremoto del 1786, Giuseppe Valadier nelle sue perizie ci fa sapere che la chiesa, dotata altari, necessita dell'inserimento di una "Chiave di ferro nel muro della facciata.
Nel 1834 fu costruita un'ampia cappella a sinistra dell'entrata della chiesa per custodire un antico crocefisso ritrovato e donato dai fratelli Barbieri.
Nel 1911 la facciata della chiesa venne ristrutturata trasformando le finestre in stile neogotico.
Nel 1944 il complesso venne gravemente danneggiato durante i bombardamenti: la casa parrocchiale crollò così come la cappella del Crocefisso.
Nel 1951 una perifizia tecnica ne dispose la chiusura al culto e la non agibilità della casa del parroco.
In seguito al ripristino la struttura continuò la sua funzione di chiesa parrocchiale fino al 1957 quando la parrocchia trovò nuova sede nell'attuale via del crocefisso.
Negli anni '70 venne acquistata da Giuseppe Ferri e Carla Catolfi e grazie al loro intervento venne riportato in vita l'edificio dopo lo stato di abbandono che in circa vent'anni aveva portato al crollo del tetto e al dissesto del pavimento.

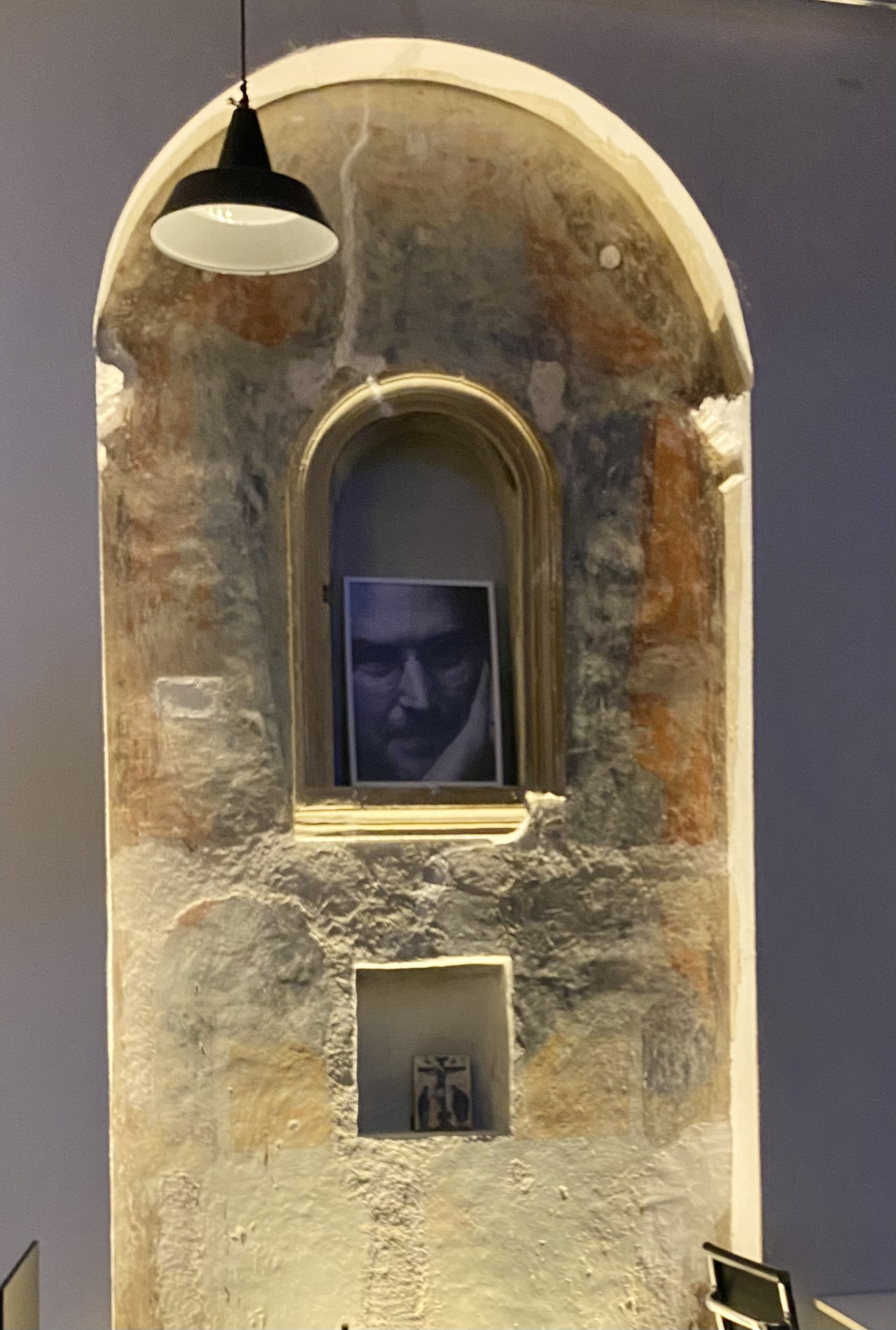
interno chiesa brandme.io particolare affresco

Dal 2019 è sede di un'azienda privata.